# قرارداد گس–گلشائیان
قرارداد گس-گلشاییان یا «قرارداد الحاقی»، قراردادی است که در تاریخ ۲۶ تیر ۱۳۲۸ بین دولت ایران و نمایندگان شرکت نفت ایران و انگلیس به عنوان ضمیمه قرارداد ۱۹۳۳ امضا شد. بر اساس این قرارداد شرکت نفت تعدیلاتی در مبالغ پرداختی به ایران را می‌پذیرفت.
نام قرارداد از نام دو تن از مذاکره کنندگان یعنی سِر نویل گَس (از مقامات شرکت) و عباسقلی گلشائیان (وزیر دارایی ایران) گرفته شده‌است.
این قرارداد با تلاش اقلیت مجلس پانزدهم خصوصاً حسین فاطمی و حسین مکی به تصویب مجلس شورای ملی نرسید و به جای آن قانون ملی شدن صنعت نفت در دوره شانزدهم تصویب شد.

## پیش‌زمینه قرارداد و تحریکات انگلیس
پس از اشغال ایران توسط انگلیس و شوروی و سپس آمریکا در جنگ جهانی دوم، رقابت استعمارگران بر سر منافع، خصوصاً نفت، تشدید شد. دولت ایران بعد از مواجهه با تقاضای شرکت‌های نفتی هر سه کشور، اعلام کرد که دادن هرگونه امتیاز باید به بعد از جنگ موکول شود، زیرا در زمان حاضر و به دلیل وجود جنگ، وضعیت اقتصادی کشورها روشن نیست. در نتیجه تقاضای هر سه دولت رد شد.
پس از اعلام موضع دولت، روزنامه‌های حزب توده از رد پیشنهاد شوروی به خشم آمدند و دولت را به باد انتقاد گرفتند. دکتر محمد مصدق هم چند روز بعد در مجلس شورای ملی نطق مفصلی ایراد کرد و پاسخ روزنامه‌ها و کشورهای خواستار امتیاز را داد و طرحی به مجلس پیشنهاد کرد.
پس از پایان جنگ جهانی دوم، انگلیس و شوروی موظف بودند ظرف مدت شش ماه پس از خاتمه جنگ، نیروهای خود را از خاک ایران تخلیه نمایند، اما شوروی نه تنها از خاک ایران خارج نشد، بلکه نیروهای دیگری هم وارد نقاط شمالی ایران کرد. در این زمان قوام، نخست‌وزیر ایران بود، در نتیجه سیاستی که وی در قبال شوروی‌ها اتخاذ نمود، نیروهای شوروی خاک ایران را ترک کردند.
یکی از اقدامات قوام، عقد قراردادی بود که بین دولت ایران و سفیر شوروی در تهران به امضا رسید. براساس این قرارداد، نیروهای شوروی می‌بایست ظرف یک ماه و نیم خاک ایران را ترک کنند و قرار شد شرکت مختلط نفت ایران و شوروی ایجاد شود و اساسنامه آن ظرف هفت ماه برای تصویب به مجلس پانزدهم پیشنهاد گردد. در سی‌ام مهرماه ۱۳۲۶، نمایندگان مجلس شورای ملی ماده واحده‌ای را به تصویب رساندند که منتفی شدن قرارداد نفت ایران و شوروی هدف اصلی آن بود. همچنین در این ماده واحده تأکید شده بود که دادن هرگونه امتیازی به خارجی‌ها ممنوع است و دولت مکلف است که به منظور استیفای حقوق ملت ایران از نفت جنوب اقدام کند.
دولت انگلستان از تصویب این ماده واحده ناراضی نبود، زیرا این طرح موجب شده بود که دست شوروی‌ها از منابع نفتی ایران کوتاه گردد. اما دولت انگلستان به منظور حفظ سلطه خویش بر نفت جنوب و جلوگیری از استیفای حقوق ملت ایران با مقامات کشور وارد مذاکره شد تا این قرارداد را به تصویب برساند.

## متن قرارداد
متن این قرارداد بدین شرح بود:
قرارداد الحاقی بین دولت شاهنشاهی ایران و کمپانی نفت انگلیس و ایران محدود
تهران مورخه ۱۷ ژوئیه ۱۹۴۹ برابر با ۲۶ تیرماه ۱۳۲۸
نظر به قرارداد (که در این قرارداد، قرارداد اصلی نامیده می‌شود) منعقده در تاریخ ۲۹ آوریل ۱۹۳۳ بین دولت شاهنشاهی ایران از یک طرف و کمپانی نفت انگلیس و ایران محدود از طرف دیگر که به موجب آن امتیازی برای تنظیم روابط بین طرفین مذکور در فوق برقرار گردیده‌است و نظر به ملاحظه تغییراتی که در نتیجه جنگ جهانی ۱۹۴۵–۱۹۳۹ در اوضاع اقتصادی حادث شده مزایای مالی که طبق قرارداد اصلی به دولت تعلق می‌گیرد بایستی به میزان و به ترتیب آتی‌الذکر افزایش یابد.
و نظر به اینکه طرفین برای تأمین این منظور موافقت نموده‌اند که قرارداد الحاقی منعقد نمایند علی‌هذا بین دولت شاهنشاهی ایران و کمپانی نفت انگلیس و ایران محدود به شرح زیر موافقت می‌شود.
1. این قرارداد، قرارداد الحاقی است و جزء لاینفک قرارداد اصلی محسوب می‌شود.
2. هر عبارتی که در این قرارداد استعمال می‌شود و در قرارداد اصلی تعریف آن عبارت به عمل آمده‌است همان معنی مصطلحه در قرارداد اصلی را خواهد داشت به استثنای کلیه عبارات مستعمله در قرارداد اصلی به عنوان پرس و پرسان و دولت شاهنشاهی پرس و کمپانی انگلیس و پرسان محدود که از لحاظ این قرارداد منظور از عبارات مزبور به ترتیب ایران - ایرانی - دولت شاهنشاهی ایران - کمپانی نفت انگلیس و ایران محدود خواهد بود و همچنین دیوان داوری دائمی بین‌المللی ذکر شده‌است، منظور از آن دیوان دادگستری بین‌المللی می‌باشد که از طرف ملل متحد تأسیس شده‌است.
3. الف – برای سال مسیحی که به ۳۱ دسامبر ۱۹۴۸ منتهی گردیده و از آن به بعد میزان حق‌الامتیاز سالانه که به موجب جزء (I – الف) ماده ۱۰ قرارداد اصلی به دولت تعلق می‌گیرد از چهار شلینگ به شش شلینگ برای هر تن نفتی که برای مصرف داخلی در ایران به فروش برسد یا از ایران صادر شود ترقی داده خواهد شد.
 ب – در اجرای تغییر در بند الف ماده ۳ این قرارداد به‌طور عطف بماسبق که شامل سال مسیحی منتهی به ۳۱ دسامبر ۱۹۴۸ می‌گردد و با منظور داشتن مقررات جزء (V – الف) ماده ۱۰ قرارداد اصلی کمپانی در ظرف سی روز از تاریخ اجرای این قرارداد مبلغ سه میلیون و سیصد و شصت و چهار هزار و چهارصد و پنجاه و نه لیره استرلینگ (۳۳۶۴۴۵۹ لیره استرلینگ) به دولت خواهد پرداخت.
4. الف – برای اینکه استفاده بیشتر و مطمئن‌تر و فوری‌تر نسبت به آنچه در جزء (I) ب و جزء (III) الف ماده ۱۰ قرارداد اصلی پیش‌بینی شده عاید دولت گردد، کمپانی نفت انگلیس و ایران محدود از محل وجوهی که به حساب «ذخیره عمومی» می‌گذارند برای هر دوره مالی که حساب‌های کمپانی برای آن دوره تنظیم می‌گردد (شروع آن دوره مالی خواهد بود که به ۳۱ دسامبر ۱۹۴۸ ختم گردید) مبلغی معادل ۲۰ درصد از رقمی را به دولت خواهد پرداخت که از افزایش مبلغ منظور به حساب «ذخیره عمومی» (طبق حساب‌های منتشره دوره مالی مربوطه) به تناسب موجود بین بیست شیلینگ و تفاضل بیست شیلینگ و نرخ استاندارد مالیات بر درآمد انگلستان در تاریخ مربوطه حاصل می‌گردد.
 تاریخ مربوطه عبارت خواهد بود از تاریخ آخرین توزیع سود به دارندگان سهام عادی بابت دوره مالی مورد بحث یا در صورتی که چنین توزیعی در بین نباشد عبارت خواهد بود از تاریخ یک ماه بعد از تاریخ مجمع عمومی که حساب‌های مورد بحث در آن مطرح شده باشد. برای اجرای اصل معینه در بند الف فوق مثال‌های بین طرفین این قرارداد مورد موافقت قرار گرفته و در ضمیمه این قرارداد درج گردیده‌است.
 ب – چنان‌که بابت هر دوره مالی که برای حساب‌های کمپانی نفت انگلیس و ایران محدود (از تاریخ دوره مالی منتهی به ۳۱ دسامبر ۱۹۴۸ به بعد) تنظیم شده جمع مبلغی که کمپانی باید طبق بند الف ماده ۴ قرارداد فعلی و جزء (I – ب) ماده ۱۰ قرارداد اصلی به دولت بپردازد احیاناً از چهار میلیون لیره استرلینگ کمتر بشود کمپانی مابه‌التفاوت جمع مبلغ مزبور و چهار میلیون لیره استرلینگ را به دولت خواهد پرداخت. مع‌هذا مقرر است که چنانچه در طی یکی از دوره‌های مالی مذکور کمپانی بر اثر حوادثی که خارج از اختیار او باشد نتواند نفت از ایران صادر نماید، از میزان مبلغی که کمپانی باید بابت چنین دوره طبق مقررات سابق‌الذکر جزء (ب فرعی) قرارداد فعلی به دولت بپردازد باید مبلغی کسر گردد که نسبت آن با میزان سابق‌الذکر همان نسبتی را دارا باشد که بین مدت این تعطیل و دوره مالی مذکور وجود دارد.
 ج – کلیه مبالغ لازم‌التأدیه به دولت ایران بابت هر دوره مالی طبق بند الف و بند ب ماده ۴ این قرارداد در تاریخ مربوطه آن دوره مالی پرداخته خواهد شد.
 د – مقررات جزء (ه) ماده ۱۰ قرارداد اصلی در مورد هیچ‌یک از وجوهی که کمپانی طبق بند الف و یا بند ب ماده ۴ این قرارداد به دولت پرداخته قابل اجرا نمی‌باشد.
5. الف – نسبت به مبلغ چهارده میلیون لیره استرلینگ که در ترازنامه کمپانی نفت انگلیس و ایران به تاریخ ۳۱ دسامبر ۱۹۴۷ به عنوان تشکیل «ذخیره عمومی» کمپانی مزبور منظور شده‌است کمپانی در ظرف سی روز از تاریخ اجرای این قرارداد مبلغ پنج میلیون و نود هزار و نهصد و نه لیره استرلینگ به دولت خواهد پرداخت.
 ب – مقررات جزء (V) ماده ۱۰ قرارداد اصلی دو مورد پرداختی که کمپانی باید طبق بند الف ماده، فعلی به عمل آورد قابل اجرا نمی‌باشد.
6. وجوهی که کمپانی باید به موجب ۴ و ۵ این قرارداد بپردازد به جای مبالغ زیر پرداخته شده و قائم مقام آن‌ها خواهد بود.
 ۱ – هر پرداخت بدون طبق جزء (I – ب) ماده ۱۰ قرارداد اصلی بابت هرگونه توزیع مربوطه به «ذخیره عمومی» کمپانی.
 ۲ – هر مبلغی که طبق جزء (III – الف) ماده ۱۰ قرارداد اصلی در انقضای امتیاز یا در صورت ترک آن از طرف کمپانی طبق ماده ۲۵ قرارداد اصلی ممکن بود بابت «ذخیره عمومی» از طرف کمپانی به دولت لازم‌التأدیه گردد.
7. الف – برای سال مسیحی منتهی به ۳۱ دسامبر ۱۹۴۸ و سنوات بعدی نرخ مبالغی که کمپانی باید طبق جزء (I – ج) ماده ۱۱ قرارداد اصلی به دولت بپردازد و مربوط است به وجوه لازم‌التأدیه بابت مازاد ۶ میلیون تن از نه پنس به یک شیلینگ ترقی داده خواهد شد.
 ب – به منظور اجرای تغییری که در بند الف ماده ۷ این قرارداد تصریح شده به‌طور عطف‌بماسبق که شامل سال مسیحی منتهی به ۳۱ دسامبر ۱۹۴۸ می‌گردد و با رعایت مقررات بند V ماده ۱۰ قرارداد اصلی کمپانی در ظرف سی روز از تاریخ اجرای این قرارداد مبلغ سیصد و دوازده هزار و نهصد لیره استرلینگ (۳۱۲۹۰۰ لیره استرلینگ) به دولت خواهد پرداخت.
8. الف – در آخر بند الف ماده ۱۹ قرارداد اصلی عبارت زیر اضافه خواهد شد. هرگاه موقعی یکی از طرفین تصور نماید که قیمت‌های رومانی و با قیمت‌های خلیج مکزیک دیگر مبنای مناسبی برای تعیین «قیمت‌های اساسی» نمی‌باشد قیمت‌های اساسی با توافق طرفین و در صورت عدم توافق طبق ماده ۲۲ از طریق حکمیت تعیین خواهد شد، «قیمت‌های اساسی» که به این نحو تعیین می‌گردد بوسیله موافقتی که با تبادل نامه بین دولت (که صلاحیت لازم برای موافقت مزبور دارد) و کمپانی به عمل خواهد آمد برای طرفین لازم‌الرعایه خواهد بود.
 ب – از تاریخ اول ژوئن ۱۹۱۹ بهایی که کمپانی بنزین و نفت و مازوت محصول نفت ایران را به مصرف‌کنندگان غیر از دولت برای مصرف داخلی ایران خواهد فروخت عبارت خواهد بود از «قیمت‌های اساسی» با کسر بیست و پنج درصد (۲۵٪) به جای کسر ده درصد (۱۰٪) که در بند (ب) ماده ۱۹ قرارداد اصلی پیش‌بینی شده‌است.
9. در مقابل پرداخت مبالغ مزبور از طرف کمپانی دولت و کمپانی موافقت می‌نمایند که کلیه تعهداتی که یکی از آن‌ها تا تاریخ ۳۱ دسامبر ۱۹۴۸ نسبت به دیگری در مورد بند (I – الف) و بند (I – ب) ماده ۱۰ و نسبت به ماده ۱۱ قرارداد اصلی و همچنین آنچه مربوط به «ذخیره عمومی» می‌باشد کاملاً انجام یافته‌است.
10. با رعایت مقررات این قرارداد، مقررات قرارداد اصلی در کمال قوت و اعتبار خود باقی خواهد ماند.
11. این قرارداد بعد از تصویب مجلس شورای ملی و از تاریخ صحه ملوکانه به موقع اجرا گذاشته خواهد شد. دولت متعهد می‌شود که این قرارداد را هرچه زودتر ممکن شود برای تصویب مجلس شورای ملی تقدیم دارد.

تهران به تاریخ ۱۷ ژوئیه ۱۹۴۹ – ۲۶ تیرماه ۱۳۲۸
از طرف دولت شاهنشاهی ایران
از طرف کمپانی نفت ایران و انگلیس

## پیامدهای قرارداد
با وجود انعقاد این قرارداد، اوضاع به همین منوال باقی نماند. هرچند برخی از احزاب سیاسی از جمله حزب توده همچنان به‌طور محافظه‌کارانه با آن برخورد کردند اما همزمان با اعلام امضای قرارداد گس- گلشاییان تظاهرات گسترده‌ای از سوی جبهه ملی برگزار شد و مخالفت‌ها و اعتراض‌ها بالا گرفت. مخالفان معتقد بودند به رغم آن که برخی از مواد این قرارداد به نفع ایران است، اما در واقع این دولت بریتانیاست که طبق قرارداد توانسته به اعتبار قانونی قرارداد دارسی که به تصویب مجلس نرسیده بود، بیفزاید و همچنین تمدید ۳۳ سالهٔ آن را تأیید و تقویت کند.
در چنین شرایطی بود که در روز ۲۰ بهمن ۱۳۲۸ مجلس شانزدهم شورای ملی آغاز به کار کرد. دولت ساعد به دلیل عدم رای اعتماد در ۲۷ اسفند همین سال ساقط شد و علی منصور مأمور تشکیل کابینه گردید. منصور برای جلب رضایت نیروهای مذهبی از آیت‌الله کاشانی که در تبعید لبنان به سر می‌برد، دعوت کرد تا به ایران بازگردد؛ اما ورود آیت‌الله کاشانی نه تنها به سود منصور نشد، بلکه تظاهرات‌های اعتراضی را گسترش داد.
سرانجام منصور در پی گسترش اعتراضات و مخالفت‌های مداوم آیت‌الله کاشانی با سیاست‌هایش، در پنجم تیرماه، پس از سه ماه حکومت، مجبور به استعفا شد و حاجعلی رزم‌آرا جایگزین وی شد و به نخست‌وزیری رسید. یکی از برنامه‌های مهمی که رزم‌آرا در دوران نخست‌وزیری خود دنبال کرد، از تصویب گذراندن لایحهٔ الحاقی گس- گلشاییان بود. لایحه مزبور توسط دولت رزم‌آرا تقدیم مجلس و بررسی آن در کمیسیون تخصصی نفت مجلس شورای ملی آغاز شد.
کمیسیون نفت موظف بود قرارداد الحاقی را بررسی و نظرات خود را برای تصمیم‌گیری نهایی به مجلس اعلام کند. پس از بحث‌های فراوان، کمیسیون سرانجام در روز ۴ آذر ۱۳۲۹ تصمیم نهایی خود را مبنی بر رد قرارداد اتخاذ کرد. در گزارش و نتیجهٔ کار کمیسیون نفت آمده بود که: «چون قرارداد الحاقی کافی برای استیفای حقوق ایران نیست، لذا مخالفت خود را با آن اظهار می‌دارد.» سرانجام روز ۲۶ آذر همان سال، این گزارش در مجلس طرح شد. مجلس با رای اکثریت نمایندگان نظر کمیسیون نفت را تأیید کرد و بدین ترتیب قرارداد گس - گلشاییان از دور خارج شد. نمایندگان در کمیسیون نفت در خلال بحث‌های خود، از ملی شدن صنعت نفت سخن به میان آورده بودند. هنگام تصویب گزارش کمیسیون نفت طرحی با امضای یازده نفر، مبنی بر ملی شدن صنعت نفت به مجلس تقدیم شد، اما چون امضای کافی نداشت، مطرح نشد. امضاکنندگان این پیشنهاد عبارت بودند از: دکتر مصدق، دکتر شایگان، حائری‌زاده، دکتر بقایی، اللهیار صالح، محمود نریمان، حسین مکی، عبدالقدیر آزاد، میرسیدعلی بهبهانی، عباس اسلامی، و کاظم شیبانی.
از سوی دیگر رزم‌آرا تلاش می‌کرد تا راه‌حلی برای خروج از بن‌بستی که کمیسیون نفت برای او به وجود آورده بود، به دست آورد، بنابراین سعی می‌کرد با تمام توان از ملی شدن صنعت نفت جلوگیری کند. او پس از مصوبهٔ ۲۶ آذر مجلس، در سوم دی ماه، در جلسهٔ خصوصی مجلس شرکت کرد و به شدت علیه ملی شدن نفت سخن راند و در پایان با صراحت تمام گفت: ملی کردن صنعت نفت بزرگترین خیانت است. مخالفت‌های او با ملی شدن صنعت نفت، تا روز ۱۶ اسفند ۱۳۲۹ که در محوطه مسجد شاه توسط خلیل طهماسبی از اعضای فداییان اسلام به ضرب گلوله از پای درآمد ادامه یافت. با مرگ رزم‌آرا، نمایندگانی که در مقابل ملی شدن نفت مقاومت می‌کردند، از مواضع خود عقب‌نشینی کردند. بدین ترتیب، کمیسیون نفت، پیشنهاد ملی شدن صنعت نفت در سراسر کشور را پذیرفت و این طرح را به مجلس تقدیم کرد: «نظر به اینکه ضمن پیشنهادهای واصله به کمیسیون نفت مبنی بر ملی شدن صنعت نفت در سراسر کشور مورد توجه و قبول کمیسیون قرار گرفته و از آنجایی که وقت کافی برای مطالعه در اطراف اجرای این اصل باقی نیست، کمیسیون مخصوص نفت از مجلس شورای ملی تقاضای دو ماه تمدید می‌نماید؛ بنابراین ماده واحده ذیل را با قید دو فوریت برای تصویب، تقدیم مجلس شورای ملی می‌نماید. ماده واحده: مجلس شورای ملی تصمیم مورخ ۲۹/۱۲/۱۷ کمیسیون مخصوص نفت را تأیید و با تمدید مدت موافقت می‌نماید.

تبصره۱: کمیسیون نفت مجاز است از کارشناسان داخلی و خارجی در صورت لزوم دعوت نماید و مورد استفاده قرار دهد.

تبصره ۲: آقایان نمایندگان حق دارند تا پانزده روز بعد از تشکیل کمیسیون حق حضور داشته باشند».